# Андерссон, Берндт
Берндт Ингемар Андерссон (швед. Berndt Ingemar Andersson; 12 ноября 1951, Сёдертелье) — шведский гребец-байдарочник, выступал за сборную Швеции на всём протяжении 1970-х годов. Участник трёх летних Олимпийских игр, многократный победитель и призёр регат национального значения.

## Биография
Берндт Андерссон родился 12 ноября 1951 года в городе Сёдертелье лена Стокгольм. Увлёкшись греблей на байдарках и каноэ, проходил подготовку в местном спортивном клубе Kanotföreningen Kanotisterna.
Первого серьёзного успеха на взрослом международном уровне добился в возрасте двадцати лет в сезоне 1972 года, когда попал в основной состав шведской национальной сборной и благодаря череде удачных выступлений удостоился права защищать честь страны на летних Олимпийских играх в Мюнхене. Стартовал здесь в зачёте двухместных байдарок на дистанции 1000 метров вместе с напарником Бу Берглундом — они не смогли квалифицироваться на предварительном этапе, заняв лишь шестое место, однако в утешительном заезде стали третьими и всё же пробились в полуфинальную стадию. В полуфинале, тем не менее, они заняли только пятое место позади экипажей из Венгрии, Польши, ФРГ и Дании.
Будучи одним из лидеров гребной команды Швеции, в 1976 году Андерссон прошёл отбор на Олимпийские игры в Монреале. На сей раз выступал в одиночках на тысяче метрах — вновь не смог преодолеть стартовый квалификационный раунд, где показал на финише четвёртое время, но через утешительный заезд попал в полуфинал, а затем и в финал. В решающем финальном заезде был близок к призовым позициям, однако в итоге финишировал шестым, уступив победившему представителю Восточной Германии Рюдигеру Хельму чуть более четырёх секунд.
Последний раз Берндт Андерссон показал сколько-нибудь значимый результат на международной арене в сезоне 1980 года, когда отправился представлять страну на Олимпийских играх в Москве. Здесь в составе четырёхместного экипажа, куда также вошли гребцы Ларс-Эрик Муберг, Пер Лунд и Турбьёрн Торессон, сумел дойти до финальной стадии после того как на предварительном этапе финишировал третьим. При всём при том, в финале шведский экипаж занял последнее девятое место, отстав от лидирующей команды из ГДР почти на семь секунд.